# Нікандро Бревелд
Нікандро Бревелд (нід. Nicandro Breeveld; нар. 7 жовтня 1986, Парамарибо) — нідерландський футболіст суринамського походження, півзахисник еміратського клубу «Дібба».

## Ігрова кар'єра
Народився 7 жовтня 1986 року в місті Парамарибо, Суринам. Вихованець юнацьких команд нідерландських футбольних клубів «Гарлем», «Аргон» та «Зебургія».
У дорослому футболі дебютував 2007 року виступами за команду клубу «Омніворлд», у якій провів один сезон, взявши участь лише в 10 матчах чемпіонату.
Своєю грою за цю команду привернув увагу представників тренерського штабу клубу «Телстар», до складу якого приєднався 2008 року. Відіграв за команду з Велзена наступні два сезони своєї ігрової кар'єри. Більшість часу, проведеного у складі «Телстара», був основним гравцем команди.
2010 року перебрався до Румунії, уклавши контракт із клубом «Астра» (Джурджу), у складі якого провів наступний рік своєї кар'єри гравця. За основну команду цього клубу, утім, жодної гри в чемпіонаті не провів. Протягом частини 2011 року грав у складі «Жиула» (Петрошань).
Із 2011 року два сезони захищав кольори команди клубу «Газ Метан». Граючи у складі «Газ Метана» вже регулярно залучався до основного складу команди.
Із 2013 року один сезон захищав кольори команди клубу «Пандурій». Тренерським штабом нового клубу також розглядався як гравець «основи».
До складу клубу «Стяуа» приєднався 2014 року.
У липні 2016 року став гравцем еміратського клубу «Дібба» (Фуджейра).